# Документа Касел
Документа важе као једна од најзначајнијих изложби савремене и модерне уметности у свету. Оне се организују сваке четири, сада сваких пет година у трајању од 100 дана у Каселу у Немачкој. Прва документа су била организована 1955. године на иницијативу Арнолда Бодеа, немачког сликара и професора из Касела. Следећа документа ће бити организована од 18. јуна до 25. септембра 2022. године.

## Реч „документа”
Реч документа потиче из латинских речи „docere” и „mens” што означава учити и дух и име документа се пише малим словима и важи као синоним за савремену уметност јер се у овој изложби презентирају најновија достигнућа у савременој уметности на свим континентима.

## Организација документа
Документа представљају савремену уметност по избору тзв. уметничких управника и први уметнички управник на документа је био Арнолд Боде. Број посетилаца на документа изложбама је у сталном порасту и документу 11 је посетило 650.000 посетилаца. Документа је једна од најзначајнијих изложби и њен заначај је као и значај Бијенала у Венецији.

## Листа документа изложби
|               | Година | Управник                     | Уметник | Експонати | Бр. посетилаца                     |  |
| ------------- | ------ | ---------------------------- | ------- | --------- | ---------------------------------- |  |
| документа     | 1955   | Арнолд Блоде                 | 148     | 670       | 130 000                            |  |
| документа II  | 1959   | Арнолд Блоде, Вернет Хафтман | 392     | 1770      | 134 000                            |  |
| документа III | 1964   | Арнолд Блоде, Вернет Хафтман | 280     | 1450      | 200 000                            |  |
| 4. документа  | 1968   | 24- члана документ-комисија  | 150     | 1000      | 220 000                            |  |
| документа 5   | 1972   | Харалд Сземан                | 218     | 820       | 228 621                            |  |
| документа 6   | 1977   | Манфред Шнекенбургер         | 622     | 2700      | 343 410                            |  |
| документа 7   | 1982   | Руди Фухс                    | 182     | 1000      | 378 691                            |  |
| документа 8   | 1987   | Манфред Шнекенбургер         | 150     | 600       | 474 417                            |  |
| ДОКУМЕНТА IX  | 1992   | Јан Хоет                     | 189     | 1000      | 603 456                            |  |
| документа X   | 1997   | Кетрин Дејвид                | 120     | 700       | 628 776                            |  |
| документа 11  | 2002   | Оквуи Енвезор                | 118     | 450       | 650 924                            |  |
| документа 12  | 2007   | Роџер-Мартин Буергел         | 109     | преко 500 | 754 301                            |  |
| документа 13  | 2012   | Каролин Христов-Бакаргијев   | 187     |           | 904 992                            |  |
| документа 14  | 2017   | Адам Шимчик                  | 160     | 1500      | 339 000 у Атини и 891 500 у Каселу |  |
| документа 15  | 2022   | руангрупа (индонез.)         | 1500    | око 1500? | 738 000                            |  |

## документа архив
По идеји Арнолда Бодеа настао је 1961. године документа архив у оквиру ове изложбе и он се састоји од специјалне библиотеке савремене уметности и материјала из поља документа организације. Архив има и видеотеку са портретима уметника из 20. и 21. века као и развоја ликовне уметности последњих 30 година.